# Renata Wohlgemuthová
Renata Wohlgemuthová (12. července 1926, Praha – 11. září 2022, Praha) byla česká historička a vysokoškolská pedagožka působící na FF UK, zabývající se moderními dějinami, zejména otázkou vzniku a vývoje ženského hnutí, jeho vlivu na domácí i světové hospodářské dějiny, později spoluzakládala i obor mapující vznik a vývoj cestovního ruchu, sportu a fenoménu trávení volného času od 19. století jakožto předmětu historického zkoumání. Svého času[kdy?] byla považována za přední odbornici na Velkou francouzskou revoluci.

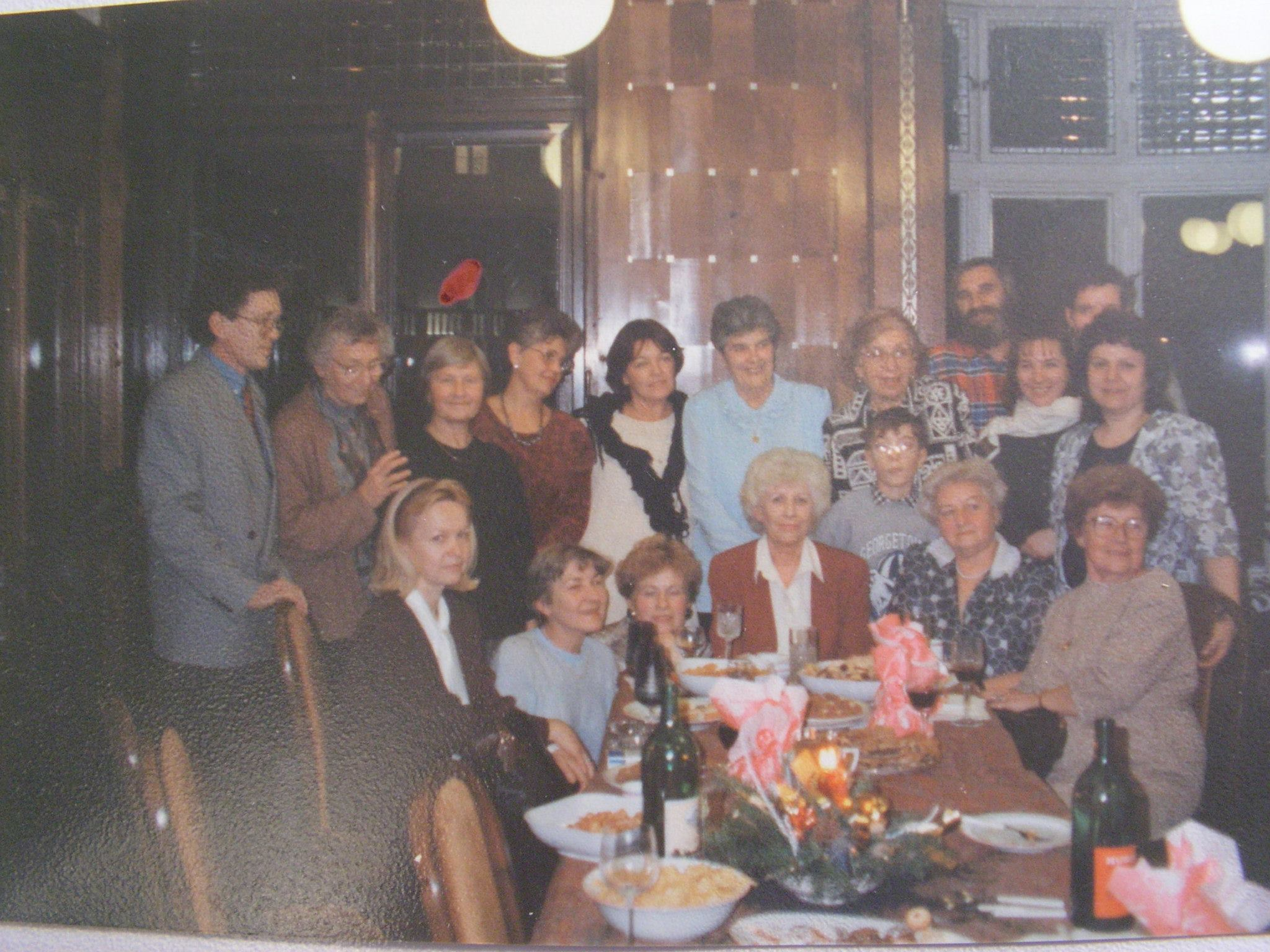
Renata Wohlgemuthová s Olgou Havlovou, Olgou Stankovičovou a dalšími členy Výboru dobré vůle (stojící, pátá zprava), Vánoce 1990.

## Život
Narodila se roku 1926 v Praze-Košířích do smíšené česko-německo-židovské rodiny nižšího úředníka Živnostenské banky Františka Wohlgemutha z Hřešihlav a ženy v domácnosti Ludmily Matouškové, jejíž rodina měla na Smíchově kloboučnictví. Po smrti matky v jejích pouhých deseti letech žila pouze s otcem, který se již nikdy znovu neoženil. Během druhé světové války přišla o nejlepší kamarádku, se kterou – ačkoliv to bylo Židům zakázané – šla den před jejím transportem do ghetta v Terezíně na představení do divadla – a druhé ráno ji doprovodila do transportu v Bubnech; i o svého přítele; oba zavraždění v Osvětimi. Ačkoliv jí samé hrozila taktéž deportace, podařilo se jí válku v Praze přežít díky padělanému křestnímu listu, který vydal rodinný přítel jejího dědečka, farář v Hřešihlavech. Ke konci války byla krátce totálně nasazena v rámci německého Luftschutz kdesi na okraji Prahy. Během Pražského povstání, v posledních hodinách války byla málem popravena ustupujícími vojáky Wehrmachtu: ona a několik dalších civilistů již bylo „nalajnováno“ exekuci – podle svého vlastního vyprávění jí zachránil život jakýsi starší německý důstojník, jenž zrovna místem projížděl (během útěku německých vojáků a civilistů před Rudou armádou do Německa, do amerického zajetí), situaci zahlédl a pod pohrůžkou namířené pistole na služebně mladšího zfanatizovaného německého velitele se slovy: „Du Idiot, der Krieg ist schon aus!“ zabránil masakru.

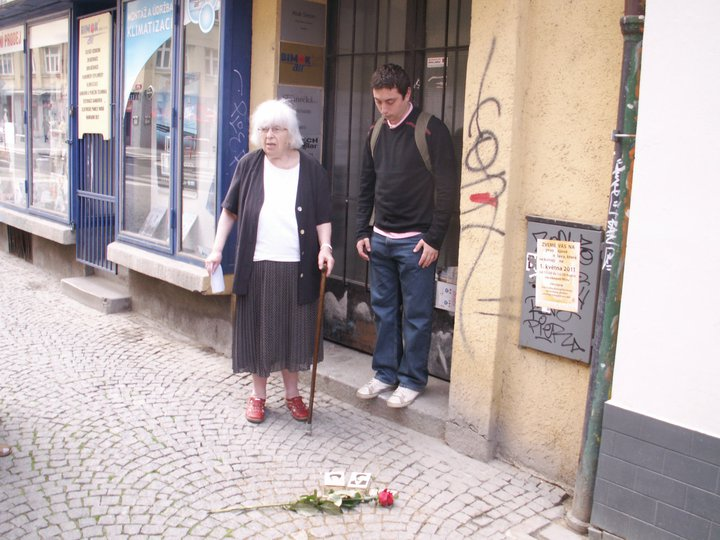
Renata Wohlgemuthová a David Kraus během ceremonie pokládání Stolpersteine ve Slzeské ulici, Praha-Vinohrady, 2011.

V poválečných letech vystudovala Filozofickou fakultu, prožité trauma války, smrt blízkých i intelektuální cítění ji nasměrovalo do orbitu levice. Krátce působila jako sekretářka na Ministerstvu informací, společně například s Ivanem Olbrachtem. Angažovala se velmi krátce také v r. 1948 v československém sionistickém mládežnickém hnutí Hašomer Hacair v pomoci nově zrozenému Státu Izrael. Od počátku 50. let působila a vyučovala na Ústavu hospodářských dějin Filozofické fakulty Univerzity Karlovy. Mezi její spolupracovníky i přátele patřili prof. Miloslav Hroch, Miloš Hájek, Robert Kvaček, Vratislav Čapek nebo Toman Brod. Mezi její studenty, které „vychovala“, patřili například Petr Čornej, Vladimír Durdík či Marie Koldinská.
Účastnila se demonstrací během tzv. Palachova týdne v roce 1989, pak i demonstrací během Sametové revoluce. Od raných 90. letech pracovala a působila po boku Olgy Havlové a Olgy Stankovičové v nově založeném Výboru dobré vůle.
Po odchodu do důchodu posléze vyučovala nadále a neúnavně i na Vyšší odborné škole cestovního ruchu, angažovala se v mezinárodní výměně a spolupráci VŠ studentů, zejména studentů bohemistiky, například ze SRN či Japonska.
Publikovala několik knižních prací a vícero odborných studií a článků, mj. o období holocaustu.
Skoro celý život prožila v pražském Karlíně, a jakožto „starousedlík“ vystupovala i v několika dokumentech o této pražské čtvrti. Také se jako přeživší a svědek angažovala v prvotní fázi projektu Stolpersteine.
Jejím manželem byl Vladimír Juřík, jejím zeťem Tomáš Kraus, švagrem František R. Kraus. Vzdáleným příbuzným německo-americký ortodoxní rabín Ješája Wohlgemuth.
Pochována je na Novém židovském hřbitově v Praze.